# Guilleville
Guilleville är en kommun i departementet Eure-et-Loir i regionen Centre-Val de Loire strax norr om centrala Frankrike. Kommunen ligger i kantonen Janville som tillhör arrondissementet Chartres. År 2022 hade Guilleville 163 invånare.

## Befolkningsutveckling
Antalet invånare i kommunen Guilleville
Referens:INSEE